# معاذ العنزي
معاذ العنزي (16 يوليو 2003) لاعب كرة قدم كويتي، وُلد في الكويت. تم إدراجه من قبل موقع في الجول في قائمة لاعبي الدوري لكنّه لم يُسجّل مشاركات رسمية وقت التقرير.

## المسيرة الدولية
في البطولة الخليجية السادسة والعشرين، نجح معاذ في تسجيل هدف الفوز لمنتخب الكويت على الإمارات، في لحظة وصفها الإعلام بالتاريخية.